# Гарькуша, Никифор Аверьянович
Никифор Аверьянович Гарьку́ша (26 марта 1900, Роговская, Кубанская область, Российская Империя — 29 июня 1978, Ред-Банк, Нью-Джерси, США) — кубанский казак, участник Белого движения, участник ВСЮР и Русской армии, хорунжий Собственного Его Императорского Величества Конвоя, участник Первой мировой, Гражданской и Второй мировой войн.

## Биография
Н. А. Гарькуша родился 26 марта 1900 года в станице Роговской Кубанской области, Российская империя, в семье кубанских казаков. Представитель казачьего рода Гарькуша, который берёт своё начало от казаков Запорожской Сечи.
Примерно в 1917 году вступил в Вооруженные силы Юга России. Во время Гражданской войны был в Крыму, там Никифор Гарькуша перешёл в Русскую армию Врангеля, участвовал в ней вплоть до эвакуации 1920 года.
Осенью 1925 года в составе дивизиона лейб-гвардии Кубанских и Терской сотен прибыл в Югославию. В эмиграции там же. Был хорунжием Собственного Его Императорского Величества конвоя.
После Второй мировой войны в 1945 году эмигрировал в США. Жил в городе Ред-Банке штата Нью-Джерси. Позже Н. А. Гарькуша женился на Милке (умерла 31 августа 1975).
Никифор Аверьянович Гарькуша умер 29 июня 1978 года в Ред-Банке, США. Похоронен на местном кладбище.